# Pedicularis zeylanica
Pedicularis zeylanica är en snyltrotsväxtart. Pedicularis zeylanica ingår i släktet spiror, och familjen snyltrotsväxter.

## Underarter
Arten delas in i följande underarter:
- P. z. anamallyensis
- P. z. zeylanica